# Paula Lehtomäki
Paula Lehtomäki, född den 29 november 1972 i Kuhmo, Finland, är en finländsk centerpartistisk politiker.
Hon började sin politiska karriär 1996, när hon valdes till kommunfullmäktige i Kuhmo. Hon valdes till ledamot av Finlands riksdag 1999 och valdes om 2003, 2007 och 2011. År 2002 valdes hon till vice ordförande för Centern. I april 2003 blev hon utrikeshandels- och utvecklingsminister i Anneli Jäätteenmäkis regering (som avgick efter några månader) och hon fortsatte att vara utvecklingsminister i Matti Vanhanens första regering, där hon blev den yngsta medlemmen. Hon var också miljöminister i hans andra regering och i Mari Kiviniemis regering.
Bland de personer som var tänkbara efterträdare till Matti Vanhanen som partiordförande var hon favorit i början av januari 2010, men hon meddelade i mitten av januari att hon inte ställde upp. Hon var statssekreterare vid Statsrådets kansli i Finland under Juha Sipiläs regeringstid.
Paula Lehtomäki var 2019–2022 Nordiska ministerrådets generalsekreterare, som första kvinna och första person under 50 år på den posten.
Hon är gift och har två barn.

## Utmärkelser
- Kommendörstecknet av Finlands Vita Ros’ orden,  6 december 2005[3]
- Militärens förtjänstmedalj,  4 juni 2007[4]
- Kommendör med stjärna av Norska förtjänstorden,  2016[5]
- Ryska vänskapsorden,  9 oktober 2017[6]

[Redigera Wikidata]